# Brett Goldstein
Brett Goldstein (Sutton, Londres, 17 de julio de 1980) es un actor, comediante y guionista británico. Es más conocido por escribir y protagonizar la serie de comedia deportiva de Apple TV+ Ted Lasso (2020-2023), por la que recibió el Premio Primetime Emmy al Actor de Reparto Sobresaliente en una Serie de Comedia.

## Primeros años
Goldstein nació en Sutton, Londres, en el seno de una familia judía británica. Tras graduarse en el colegio, asistió a clases de interpretación en la Universidad de Warwick, de la que se graduó en Cine y Feminismo.
Poco después, Goldstein se trasladó brevemente a Marbella, España, para trabajar en un club de striptease que su padre compró durante una "crisis de mediana edad". Goldstein convirtió más tarde la experiencia en un espectáculo de comedia de stand-up llamado Brett Goldstein Grew Up in A Strip Club, que se presentó en el Festival Fringe de Edimburgo.

## Carrera

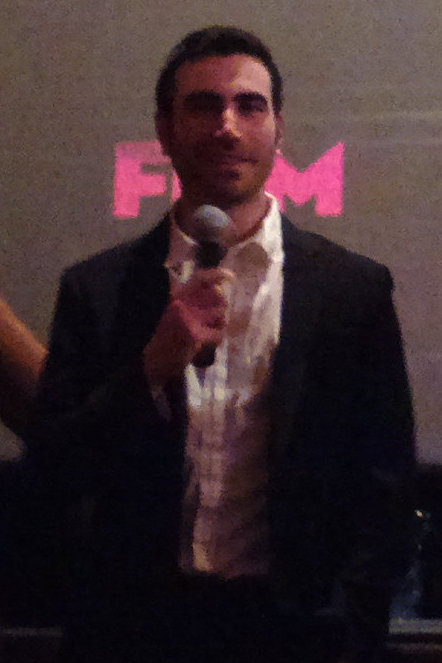
Brett Goldstein at the 2015 Sci-Fi-London Film Festival

Comenzó su carrera actoral en la comedia británica de Channel 4 Drifters. También trabajó en la comedia Derek, en el papel de Tom. Escribió The Catherine Tate Live Show con Catherine Tate y ha escrito y realizado cuatro espectáculos de stand-up en solitario. Ganó el premio al mejor actor de reparto en los British Independent Film Awards (BIFA) de 2016 por su papel de Brendan en la película Adult Life Skills. En 2018, Goldstein comenzó el podcast Films to Be Buried With, en el que aparecen invitados que hablan de películas que han sido importantes en su vida.
El productor de televisión Bill Lawrence contrató a Goldstein como guionista para el programa de 2020 de Apple TV+ Ted Lasso, protagonizado por Jason Sudeikis. Escribir en el programa llevó a Goldstein a interpretar el personaje del envejecido futbolista Roy Kent.
Emily Zemler de Rolling Stone declaró que "se sintió tan afín a este tipo duro y estoico, que envió por correo electrónico una audición autograbada de cinco escenas al equipo de producción. Las cintas, que incluían la escena 'Si no escucho el silencio, voy a empezar a golpear pollas' del piloto, acabaron consiguiéndole el papel. El resto es historia". Más tarde, la serie ganó el premio a la mejor serie de comedia en la 73.ª edición de los Premios WGA, organizados por el Sindicato de Guionistas de Estados Unidos, y Goldstein recibió un Premio Primetime Emmy al actor de reparto sobresaliente en una serie de comedia en 2021 por su trabajo en la serie.
Junto con el guionista de Black Mirror Will Bridges, Goldstein creó y escribió la serie antológica de seis partes Soulmates para AMC, que se basa en su cortometraje de 2013 For Life. La serie se estrenó en AMC el 5 de octubre de 2020, y el reparto incluye a Sarah Snook, Malin Akerman, Betsy Brandt, JJ Feild y Charlie Heaton.
Más recientemente, firmó un acuerdo general de varios años con Warner Bros. Television.
Goldstein aparece como Hércules en una escena a mitad de los créditos de la película de 2022 Thor: Love and Thunder, y se ha confirmado que continuará interpretando al personaje dentro del Universo cinematográfico de Marvel.

## Filmografía

### Cine
| Año  | Título                 | Rol      | Notas           |
| ---- | ---------------------- | -------- | --------------- |
| 2012 | The Knot               | Albert   |                 |
| 2013 | For Life               | Simon    | Cortometraje    |
| 2015 | Howl                   | David    |                 |
| 2015 | SuperBob               | Bob      |                 |
| 2016 | Adult Life Skills      | Brendan  |                 |
| 2022 | The Nan Movie          |          | Coescritor      |
| 2022 | Thor: Love and Thunder | Hércules | Debut en el UCM |
| 2024 | Garfield               | Roland   | Voz             |

### Televisión
| Año       | Título               | Rol           | Notas                                                    |
| --------- | -------------------- | ------------- | -------------------------------------------------------- |
| 2009      | The Bill             | Jared Miles   | 2 episodios                                              |
| 2012–2014 | Derek                | Tom           | 11 episodios                                             |
| 2013–2016 | Drifters             | Scott         | 7 episodios                                              |
| 2014–2017 | Uncle                | Casper        | 9 episodios                                              |
| 2015–2016 | Hoff the Record      | Danny Jones   | Elenco principal                                         |
| 2015      | Catherine Tate's Nan | Jonathan      | 1 episodio                                               |
| 2015      | Undercover           | Christophe    | 4 episodios                                              |
| 2016–2017 | Drunk History        | Varios        | 2 episodios                                              |
| 2018      | Doctor Who           | Astos         | Episodio: "The Tsuranga Conundrum"                       |
| 2020–2023 | Ted Lasso            | Roy Kent      | Elenco principal; también escritor y productor ejecutivo |
| 2020      | Soulmates            |               | Cocreador, productor y escritor                          |
| 2021      | Robot Chicken        | Tony Stark    | Episodio: "May Cause Light Cannibalism"                  |
| 2024–     | Shrinking            | Louis Winston | Cocreador; también productor ejecutivo                   |